# Peter König (Kunsthistoriker)
Peter König (* 13. September 1943 in Mödling) ist ein österreichischer Kunsthistoriker und Denkmalpfleger.

## Leben und Wirken
Peter König war von 1953 bis 1957 Mitglied der Wiener Sängerknaben. Nach seiner Matura 1961 an der Realschule in Wien 19 begann er das Studium der Kunstgeschichte und Archäologie an der Philosophischen Fakultät der Universität Wien. 1973 erfolgte seine Promotion zum Doktor der Philosophie. 1971 erfolgte der Eintritt in das Bundesdenkmalamt als Mitarbeiter und Gebietsreferent am Landeskonservatorat für Niederösterreich. 1978 war er im Rahmen des Restauratorenaustausches, der im Zuge des österreichisch-belgischen Kulturabkommens durchgeführt wurde, in Belgien tätig. 1983 wurde er zum ICOMOS-Symposium „Burgen und Schlösser“ nach Prag und Preßburg entsandt. Mit Februar 1991 wurde er zum stellvertretenden Landeskonservator von Niederösterreich ernannt. Im Juli 1996 erfolgt die Verleihung des Amtstitels Hofrat. Von Juli 2000 bis zu seiner Pensionierung Ende des Sommers 2008 war er Landeskonservator von Niederösterreich in der Nachfolge von Werner Kitlitschka.
In die letzten Monate seiner aktiven Laufbahn fiel die Transferierung des Landeskonservatorats für Niederösterreich aus der Zentrale des Bundesdenkmalamtes in der Wiener Hofburg in die Gozzoburg in Krems.

## Veröffentlichungen (Auswahl)
- Peter König: Die Schlosskapelle von Salaberg in Niederösterreich. In: Festschrift zum 75. Geburtstag von Heinrich Fasching, St. Pölten 2004, S. 443–453.
- Peter König: Denkmalschutz und Denkmalpflege in Niederösterreich. In: Menschen und Denkmale. =Denkmalpflege in Niederösterreich 36 (2006), S. 6–10.

## Auszeichnungen
- Österreichisches Ehrenkreuz für Wissenschaft und Kunst I. Klasse[2]